# Грибанино
Гриба́нино — деревня в Московской области России. Входит в Павлово-Посадский городской округ. Население — 79 чел. (2010).

## География
Деревня Грибанино расположена в северной части городского округа, примерно в 5 км к северу от города Павловский Посад. Высота над уровнем моря 134 м. В 1 км к востоку от деревни находится озеро Данилище. Ближайший населённый пункт — деревня Большое Буньково Ногинского района.

## Название
Название связано с некалендарным личным именем Грибан(я).

## История
В 1926 году деревня входила в Буньковский сельсовет Пригородной волости Богородского уезда Московской губернии, имелась школа 1-й ступени, артели сельскохозяйственная и бумаготкачества.
С 1929 года — населённый пункт в составе Павлово-Посадского района Орехово-Зуевского округа Московской области, с 1930-го, в связи с упразднением округа, — в составе Павлово-Посадского района Московской области.
До муниципальной реформы 2006 года Грибанино входило в состав Кузнецовского сельского округа Павлово-Посадского района.
С 2004 до 2017 гг. деревня входила в Кузнецовское сельское поселение Павлово-Посадского муниципального района.

## Население
В 1926 году в деревне проживало 285 человек (134 мужчины, 151 женщина), насчитывалось 55 хозяйств, из которых 50 было крестьянских. По переписи 2002 года — 52 человека (23 мужчины, 29 женщин).
| 1926 | 2002 | 2006 | 2010 |
| ---- | ---- | ---- | ---- |
| 285  | ↘52  | →52  | ↗79  |